# Lygus solidaginis
Lygus solidaginis är en insektsart som först beskrevs av Kelton 1955.  Lygus solidaginis ingår i släktet Lygus och familjen ängsskinnbaggar. Inga underarter finns listade i Catalogue of Life.